# 夏斯尼夫卡 (切爾尼戈夫州)
50°38′41″N 31°29′26″E / 50.64472°N 31.49056°E
夏斯尼夫卡（烏克蘭語：Щаснівка），是烏克蘭北部的村莊，隸屬切爾尼希夫州的尼任區。該村始建於1155年，面積5.12平方公里，海拔高度125米，2006年人口398，人口密度每平方公里214.6人。